# هافر - كومرتان (مترو باريس)
هافر - كومرتان (بالفرنسية: Havre – Caumartin)‏ هي محطة مترو تابعة لمترو باريس تقع في فرنسا في الدائرة التاسعة في باريس.[بحاجة لمصدر]